# Quốc sử quán (nhà Nguyễn)
Quốc sử quán (chữ Hán: 國史館) là cơ quan biên soạn lịch sử chính thức của triều Nguyễn hoạt động từ năm 1821 tới năm 1945. Cơ quan này đồng thời cũng tham gia cả chủ đề về văn hóa, địa lý, con người của Việt Nam.

## Lịch sử
Tháng 7 năm 1820, Quốc Sử quán bắt đầu được xây dựng và hoàn tất sau đó 1 tháng, tọa lạc tại phường Phú Văn trong Kinh thành Huế (nay thuộc phường Thuận Thành, thành phố Huế). Sau đó nửa năm, vua Minh Mạng cho xây dựng và cải tạo lại hai dãy nhà bên tòa nhà chính thành nơi làm việc của quan lại, đồng thời ở cổng chính cho dựng hai tấm bia "Khuynh cái hạ mã" ở hai bên. Tới ngày 5 tháng 6 năm 1821, vua Minh Mạng cho làm lễ khai mạc Quốc sử quán tại điện Cần Chánh và chính thức đưa nó vào hoạt động.
Đến tháng 11 năm 1841, Quốc Sử Quán có thêm hai tòa nhà phụ nữa nằm ở hai bên do vua Thiệu Trị xây: tòa nằm bên trái dành cho các toản tu tên là Công thự, bên phải dành cho các biên tu tên là Giải vũ đài. Tháng 10 năm 1857, vua Tự Đức cho xây thêm Tàng bản đường nằm ở phía sau tòa nhà chính để đáp ứng nhu cầu chứa các tài liệu biên soạn và in ấn. Đến tháng 2 năm 1884, một dãy nhà ngói 7 gian 2 chái được xây thêm để dùng cho việc viên soạn Đại Nam thực lục chính biên kỷ thứ tư.
Năm 1890, một số nhà quan tản cư được sửa chữa, đồng thời cho đóng thêm một số tủ gỗ sơn son để lưu trữ tư liệu và sách vở. Đến thời vua Thành Thái, một số tòa nhà phụ được tu bổ lại. Năm 1902, hầu hết Quốc sử quán được trùng tu lại. Sau cách mạng tháng Tám năm 1945, Quốc sử quán ngưng hoạt động hoàn toàn.
Năm 1964, trường Nữ Trung học Thành Nội được xây dựng trong khuôn viên Quốc sử quán. Từ năm 1976, trường này trở thành trường Trung học phổ thông Nguyễn Huệ.

## Tổ chức
Ban biên soạn của Quốc sử quán được chia thành các chức vụ và quyền hạn như sau:
| Chỉ đạo biên soạn¹ | Giám tu        | Chỉ đạo biên soạn nội dung thay mặt nhà vua |
| Chỉ đạo biên soạn¹ | Tổng tài       | Phụ trách việc biên soạn                    |
| Viết, biên tập và lưu trữ² | Toản tu        | Soạn và sửa nội dung                        |
| Viết, biên tập và lưu trữ² | Biên tu        | Biên soạn                                   |
| Viết, biên tập và lưu trữ² | Khảo hiệu      | Kiểm tra nội dung và sửa chữa (hiệu đính)   |
| Viết, biên tập và lưu trữ² | Đằng lục       | Chép nội dung để chuyển cho thợ in          |
| Viết, biên tập và lưu trữ² | Bút thiếp thức | Phiên dịch và chép lại nội dung             |
| Viết, biên tập và lưu trữ² | Thư chưởng     | Bảo quản tài liệu                           |
| Viết, biên tập và lưu trữ² | Nhập lưu       | Bảo quản tài liệu                           |
| ¹ Giám tu và tổng tài sẽ chỉ đạo và chịu trách nhiệm về việc biên soạn trước vua. Các vị này đa số đều kiêm nhiềm nhiều chức, nên có mặt tại Quốc sử quán không thường xuyên. ² Trong số các vị này, trực tiếp biên soạn là các toản tu, biên tu, khảo hiệu. |                |                                             |

Công trình đầu tiên Quốc sử quán biên soạn là Liệt thánh thực lục viết về các chúa Nguyễn. Tiếp đó là các cuốn Đại Nam Thực lục tiền biên và chính biên, Minh Mệnh chính yếu, Liệt truyện tiền biên ở thời Thiệu Trị, vì nhiều công việc như vậy nên thời gian này nhân sự làm việc trong Quốc sử quán được chấn chỉnh, nhân lực được tăng cường, vật tư dùng để làm việc cung ứng đủ và được sử dụng một cách tiết kiệm nhất.
Quốc sử quán triều Nguyễn là một cơ quan văn hóa - giáo dục chịu sự chi phối trực tiếp của nhà vua; dưới sự giám sát của Bộ Lại và Đô sát viện; tuân thủ những nghi thức do Bộ Lễ đặt ra. Tháng Chín năm Tự Đức thứ 31 (1878), triều đình “cấp cho một con dấu bằng đồng, khắc bốn chữ Quốc sử quán ấn, một con dấu kiềm bằng ngà khắc hai chữ Sử quán”, mục đích nhằm nâng cao vai trò chuyên trách của Quốc sử quán, khẳng định pháp lí của bộ máy công quyền trong việc biên soạn quốc sử.

## Hoạt động
Quốc sử quán trong suốt 125 năm hoạt động đã để lại rất nhiều công trình lịch sử địa lý quy mô, được biên soạn một cách chặt chẽ nhất theo phong cách viết sử Việt Nam kết hợp Trung Quốc. Số công trình có thể được chia thành các nhóm:

### Địa chí
1. Quốc chí:
  - Hoàng Việt nhất thống địa dư chí của Lê Quang Định soạn năm 1806 nhưng chưa được in: nội dung chủ yếu về các trấn sở và hệ thống giao thông Việt Nam thời bấy giờ[3]
  - Hoàng Việt địa dư chí của Phan Huy Chú in lần đầu năm 1833 thời Minh Mạng, viết về thay đổi về địa lý hành chính, người nổi tiếng, sản vật, nghề thủ công các địa phương Việt Nam.
  - Đại Việt địa dư toàn biên (hay Phương Đình dư địa chí) do Nguyễn Văn Siêu và Bùi Quỹ soạn thời Tự Đức, in năm 1900 với phần lời tựa do Nguyễn Trọng Hợp đề. Tóm tắt danh sách chính sử Trung Quốc, lịch sử thay đổi địa lý lãnh thổ Việt Nam.
  - Đại Nam nhất thống chí do Hoàng Hữu Xứng, Nguyễn Hữu Độ, Phan Đình Bình, Nguyễn Thuật, Hoàng Hữu Thường soạn thời Tự Đức. Viết về từng tỉnh trong cả Việt Nam và một số lãnh thổ kề cận bấy giờ.
  - Đồng Khánh địa dư chí lược soạn từ 1886 đến 1896, nội dung lấy từ Đại Nam nhất thống chí và sắp xếp lại.
2. Địa phương chí
  - Bắc thành địa dư chí của Lê Chất và Nguyễn Văn Lý
  - Gia Định thành thông chí của Trịnh Hoài Đức
  - Hải Dương địa dư và Hải Đông chí lược của Ngô Thời Nhậm
  - Bắc Ninh tỉnh chí
  - Hưng Yên nhất thống chí
  - Hưng Hóa chí lược
  - Sơn Tây tỉnh chí
  - Nam Định tỉnh địa dư chí
  - Hoan Châu phong thổ chí
  - Nghệ An ký của Bùi Dương Lịch
  - Thanh Hóa tỉnh chí
  - Quảng Nam tỉnh chí lược
  - Cam Lộ phủ chí

### Lịch sử, văn học, pháp luật
- Đại Nam thực lục (hai quyển là tiền biên và chính biên)
- Đại Nam liệt truyện
- Minh Mệnh chính yếu
- Khâm định Việt sử thông giám cương mục
- Đồng Khánh Khải Định chính yếu
- Quốc triều sử toát yếu
- Khâm định Đại Nam hội điển sự lệ
- Khâm định tiễu bình lưỡng kỳ nghịch phỉ chính biên
- Minh Mệnh ngự chế văn
- Minh Mệnh ngự chế thi tập
- Ngự đề đồ hội thi tập
- Triệu Trị ngự chế thi
- Tự Đức ngự chế thi
- Tự Đức ngự chế văn
- Ngọc điệp Tôn phổ

## Di sản và đánh giá
Các tư liệu lịch sử của Quốc sử quán được xem là một nguồn tư liệu đồ sộ. Đã được dịch và xuất bản ở nhiều nước bằng nhiều thứ tiếng. Là cơ sở quan trọng để nghiên cứu khoa học, xã hội và lịch sử Việt Nam dù có nhiều hạn chế về quan điểm. Hiện ở Việt Nam, nó vẫn được tiếp tục nghiên cứu và tái bản, và khai thác.

## Chú giải
1. 1 2 3 4 5 6 7 8  Quốc sử quán triều Nguyễn: 125 năm xây dựng và phát triển hoạt động Lưu trữ ngày 19 tháng 9 năm 2008 tại Wayback Machine, NetCoDo của Việt Nam Net, dẫn lại của báo Thế giới Mới, truy cập 20 tháng 9 năm 2008.
2. ↑  "Dấu ấn Quốc sử quán triều Nguyễn". Trung tâm lưu trữ quốc gia I. ngày 4 tháng 12 năm 2021. Truy cập ngày 21 tháng 10 năm 2024.
3. ↑  Lê Quang Định,Hoàng Việt Nhất Thống Dư Địa Chí, Nhà xuất bản Thuận Hoá, năm 2005, phần lời tựa.